# Avio Linee Italiane
Avio Linee Italiane - ALI fue una aerolínea independiente propiedad del Grupo Fiat, que operó entre 1926 y 1952. Finalmente fue adquirida por Linee Aeree Italiane (LAI). ALI fue la única aerolínea de cierta entidad del país durante el periodo de entreguerras que no fue absorbida y nacionalizada por el gobierno italiano.

## Historia
Avio Linee Italiane fue fundada en 1926 como parte del Grupo industrial Fiat. En octubre de 1934, fue la única compañía aérea que no se integró en la fusión producto de la política de concentración y racionalización de la aviación civil, iniciada por el nuevo Subsecretario de Aeronáutica, el mariscal Italo Balbo que llevó a cabo una "amplia acción de absorción" hacia todas las compañías aéreas existentes de las que cuatro de las principales aerolíneas italianas pasaron a formar la aerolínea estatal Ala Littoria.
Con el estallido del conflicto, el Ministerio del Aire ordenó la militarización de los modelos y la asignación de los mismos a los Servizi Aerei Speciali que coordinaban las funciones de las rutas aéreas civiles aún operativas.
En 1949 las diversas dificultades que vivieron las primeras compañías aéreas italianas de la posguerra llevaron a la creación de ALI - Flotte Riunite. Se trataba de una empresa tipo consorcio que fusionaba a ALI, Airone, Società Italiana Servizi Aerei (SISA) y Transadriatica. La duración de la compañía fue efímera; todo el material fue vendido a LAI-Linee Aeree Italiane -predecesora de Alitalia- por la suma de 400 millones de liras en enero de 1952. El 1 de marzo siguiente se absorbió definitivamente la flota, los servicios y el personal, ampliando aún más la red de conexiones nacionales y europeas.

### La ruta
Inicialmente activa en las rutas nacionales, en 1937 inauguró la ruta Venecia-Milán-Turín-París y en 1938 amplía la ruta, que finaliza en Londres y, posteriormente, a otras capitales europeas, en las cuales se encontraban Viena y Budapest, rutas que mantiene desde la posguerra hasta su cierre.
En 1949, en su máximo apogeo, ya como ALI- Flotte Riunite y contando con los activos y la flota de cuatro aerolíneas sus rutas enlazan desde Milán con los siguientes destinos nacionales: Padova-Venecia-Trieste-Pisa - Cagliari-Palermo - Olbia-Alghero y europeos: París-Bruselas-Amsterdam-Frankfurt-Viena-Praga-Budapest Y desde Roma a Milán-Trieste-Padova-Venecia - Cagliari - Atenas-Beirut y Olbia-Alghero.

### La flota
ALI, propiedad de Grupo Fiat, fue dotada en sus inicios con dos trimotores OFM Ro.10, para más tarde, en 1935 adquirir seis Savoia-Marchetti S.73; sin embargo, principalmente utilizó los aviones diseñados, producidos y motorizados por su filial Fiat Aviazione. Los principales fueron los seis bimotores Fiat G.18 y los trimotores G.12  diseñados por Giuseppe Gabrielli. Después de la guerra y hasta su disolución fueron usados dieciocho Fiat G.212CP, un desarrollo ampliado del G.12, propulsado por motores  Pratt & Whitney R-1830-S1C3-G Twin Wasp y conocido como Monterosa o Aeropullman,y el Douglas DC-3 .